# Relacions entre Cuba i els Estats Units d'Amèrica

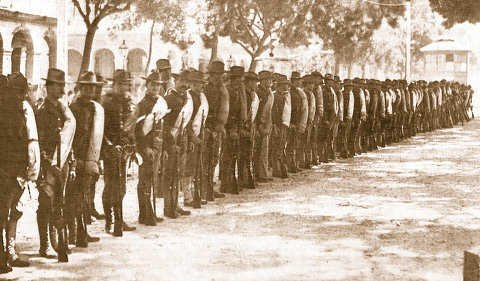
Exèrcit d'ocupació estatunidenc a Cuba, cap a 1898

Les relacions entre Cuba i els Estats Units d'Amèrica ja van començar abans que Cuba iniciés les seves accions per independitzar-se d'Espanya. Hi va haver en diversos moment plans en els Estats Units per tal de comprar Cuba a l'Imperi Espanyol. Quan es va anar esvaint la influència espanyola al Carib, els Estats Units, en canvi, la van anar guanyant en l'economia i en la política com també una gran influència en els assumptes cubans.
Després de la Revolució de Cuba de 1959, les relacions entre tots dos estats es van deteriorar substancialment i van estar marcades per la tensió des d'aleshores. Des de l'any 1961 els Estats Units i Cuba no tenien relacions diplomàtiques formals i els Estats Units van mantenir un embargament contra Cuba el qual feia il·legal per a les empreses dels Estats Units fer negocis a Cuba. La representació diplomàtica en aquesta situació era mantinguda per la United States Interests Section in Havana, i hi havia un organisme similar cubà a Washington D.C; ambdós eren oficialment part de les seves respectives ambaixades a Suïssa. Els Estats Units van iniciar l'embargament per la nacionalització de les propietats de les empreses estatunidenques a Cuba durant la Revolució i va establir que continuarien durant tot el temps que el govern de Cuba refusés dirigir-se cap a la democratització i no respectés els drets humans a Cuba, mentrestant diverses organitzacions, incloent l'Assemblea General de les Nacions Unides, de forma gairebé unànime, van demanar que s'acabés l'embargament dels Estats Units contra Cuba."

El 17 de desembre de 2014, el President estatunidenc Barack Obama i el President cubà Raúl Castro anunciaren l'inici del procés de normalització de relacions entre tots dos estats. Es va negociar prèviament en secret al Canadà i a la Ciutat del Vaticà amb l'assistència del Papa Francesc.

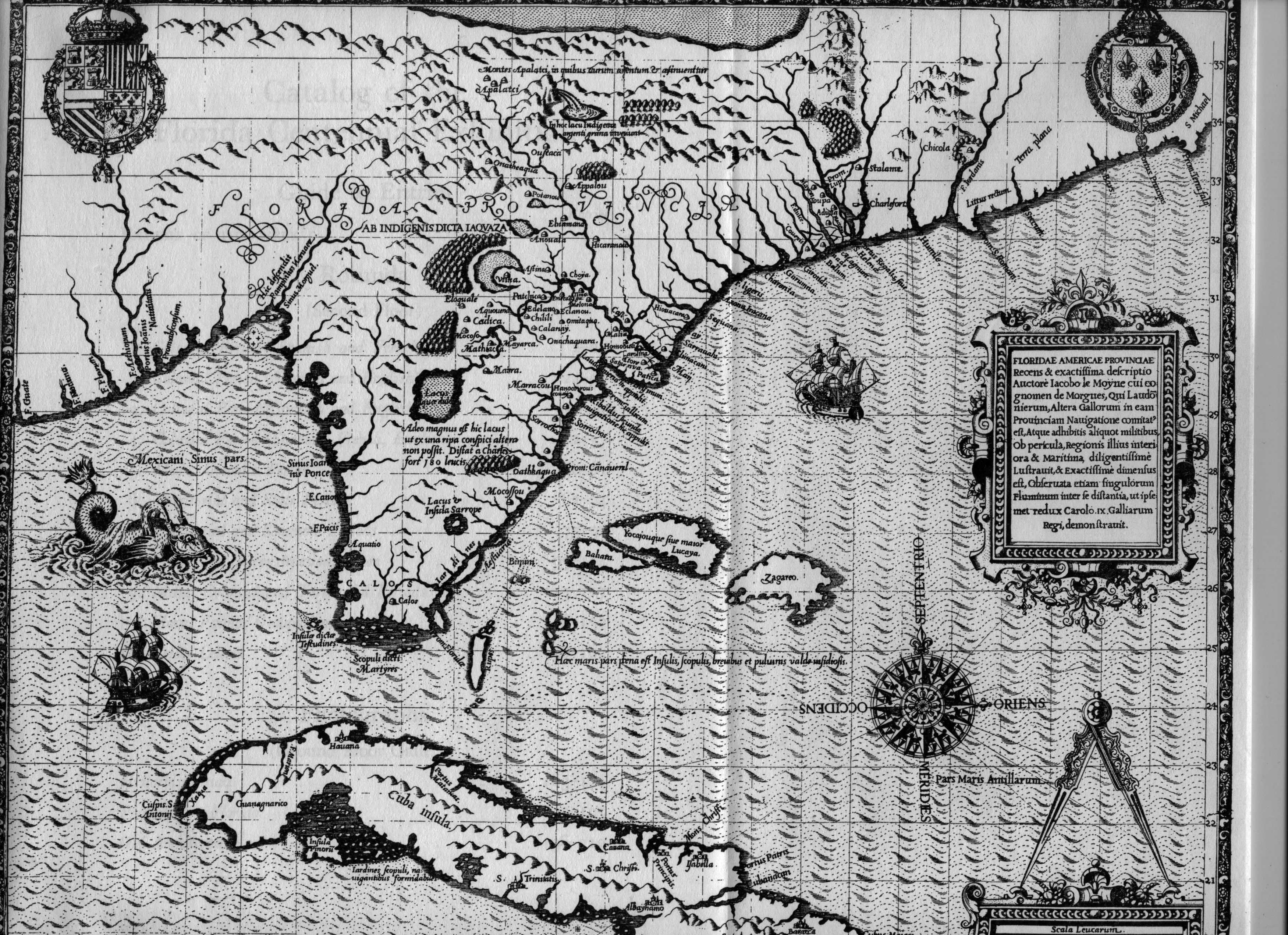
Detall d'un mapa de 1591 amb Florida i Cuba